# Крижко Олексій Леонтійович
Олексі́й Лео́нтійович Крижко́ (*7 липня 1938 — †27 серпня 2008) — голова ради Кримської республіканської організації ветеранів війни, депутат Верховної Ради Криму, генерал-лейтенант.

## Біографія
Олексій Крижко народився 7 липня 1938 року в селі Побєдне Джанкойського району Кримської АРСР.
1953—1957 рр. — студент Сімферопольського автотранспортного технікуму; 
1957 р. — автомеханік автоколони, с. Ново-Троїцьке Херсонській області; 
В 1970 році закінчив Ленінградську військову червонопрапорну академію ім. А. Ф. Можайського за фахом командир групи пуску, начальник штабу ракетного полку.
1959—1994 рр. — Служба в Збройних Силах — від командира взводу до керівника космодрому «Байконур»; начальник Центру адміністративного управління стратегічними ядерними силами Генерального штабу Міністерства збройних сил України; 
1994—1995 рр. — радник Президента Автономної Республіки Крим; 
1995—1996 рр. — військовий пенсіонер; 
1996—1999 рр. — радник голови Сімферопольської міської ради; 2000—2003 рр. — викладач спецкурсу школи-ліцею «ВКЛ», м. Сімферополь; 2003—2006 рр. — інспектор служби режиму ВАТ "Завод «Фіолент», м. Сімферополь.
Заслуги О.Крижка відзначені державними нагородами — орденами Трудового Червоного Прапора, «Знак Пошани», «За заслуги» II і III ступеня, «За мужність». Він удостоєний відзнаки Автономної Республіки Крим «За вірність обов'язку».